# 施特拉青
施特拉青是奥地利下奥地利州克雷姆斯兰县的一个市镇。总面积5.84平方公里，总人口809人，人口密度138.5人/平方公里（2005年）。